# Roberto Figueroa
Roberto Figueroa (Montevideo, 20 marzo 1904 – Montevideo, 24 gennaio 1989) è stato un calciatore uruguaiano, di ruolo attaccante.

## Carriera
Ha partecipato alla Coppa America 1927 in Perù arrivando al secondo posto. In questa edizione della Coppa America è stato capocannoniere con 3 gol insieme ai connazionali Pedro Petrone e Héctor Scarone e agli argentini Segundo Luna e Alfredo Carricaberry.
Ha fatto parte della Nazionale olimpica uruguaiana che ha partecipato ai Giochi olimpici di Amsterdam del 1928 e con la quale ha vinto la medaglia d'oro.
Inoltre ha conquistato il terzo posto nella Coppa America 1929.

## Palmarès

### Club
- Campionato uruguaiano: 1

Wanderers: 1931

### Nazionale
- Oro olimpico: 1

Amsterdam 1928

### Individuale
- Capocannoniere del Campeonato Sudamericano de Football: 1

Perù 1927 (3 gol)